# Adolf Ericson
Adolf Johan Ericson, Ericson i Ransta, född 20 november 1849 i Sevalla församling i Västmanlands län, död 12 september 1902 på Ransta Säteri i Kumla församling,  var en svensk godsägare och riksdagsman.
Olsson var ägare till godset Ransta i Västmanlands län. Som riksdagsman var han ledamot av andra kammaren.